# Maserada sul Piave
Maserada sul Piave (velenceiül Mazerada so ła Piave) település Olaszországban, Veneto régióban, Treviso megyében. Lakosainak száma 9145 fő (2023. január 1.). Maserada sul Piave Carbonera, Ormelle, Ponte di Piave, Spresiano, Breda di Piave és Cimadolmo községekkel határos.

## Népesség
A település népességének változása:
| Lakosok száma | 7575 | 9008 | 9361 | 9374 | 9145 |
|               | 2001 | 2006 | 2017 | 2018 | 2023 |